# Jasny Staw (Szczecin)
Jasny Staw – niewielki staw zlokalizowany w północnej części szczecińskiego osiedla Niemierzyn. Jest to największy z trzech zbiorników wodnych położonych na terenie Ogródków Działkowych „Skarbówka’’, które znajdują się na wschód od ul. Fryderyka Chopina.